# Eat Drink Man Woman
Eat Drink Man Woman is een Taiwanese dramafilm uit 1994 onder regie van Ang Lee.

## Verhaal
Een chef-kok woont samen met zijn drie volwassen dochters; de middelste ziet haar toekomstplannen beïnvloed worden door onverwachte gebeurtenissen en de veranderingen in het leven van de andere gezinsleden.

## Rolverdeling
| Acteur         | Personage      |
| -------------- | -------------- |
| Lung Sihung    | Zhu            |
| Yang Kuei-mei  | Zhu Jia-Jen    |
| Wu Chien-lien  | Zhu Jia-Chien  |
| Wang Yu-wen    | Zhu Jia-Ning   |
| Winston Chao   | Li Kai         |
| Sylvia Chang   | Liang Jin-Rong |
| Gua Ah-leh     | Madame Liang   |
| Chen Chao-jung | Guo Lun        |

## Release en ontvangst
Eat Drink Man Woman ging op 2 juli 1994 in première. De film kreeg overwegend positieve kritieken van de filmcritici, met een score van 80% op Rotten Tomatoes, gebaseerd op 55 beoordelingen. De film werd geselecteerd als Taiwanese inzending voor de beste niet-Engelstalige film voor de 67ste Oscaruitreiking en werd ook genomineerd.

## Prijzen en nominaties
De belangrijkste:
| Jaar | Prijs                     | Categorie                    | Genomineerde(n)                       | Uitslag     |
| ---- | ------------------------- | ---------------------------- | ------------------------------------- | ----------- |
| 1995 | Oscars (Academy Award)    | Beste niet-Engelstalige film | Beste niet-Engelstalige film          | Genomineerd |
| 1995 | BAFTA Awards              | Beste niet-Engelstalige film | Beste niet-Engelstalige film          | Genomineerd |
| 1995 | Independent Spirit Awards | Beste film                   | Hsu Li-kong, Ted Hope, James Schamus  | Genomineerd |
| 1995 | Independent Spirit Awards | Beste regisseur              | Ang Lee                               | Genomineerd |
| 1995 | Independent Spirit Awards | Beste mannelijke hoofdrol    | Sihung Lung                           | Genomineerd |
| 1995 | Independent Spirit Awards | Beste vrouwelijke hoofdrol   | Wu Chien-lien                         | Genomineerd |
| 1995 | Independent Spirit Awards | Beste scenario               | Ang Lee, Wang Hui-ling, James Schamus | Genomineerd |
| 1995 | Independent Spirit Awards | Beste cinematografie         | Jong Lin                              | Genomineerd |